# Белоусов, Андрей Рэмович
Андре́й Рэ́мович Белоу́сов (род. 17 марта 1959, Москва) — российский государственный деятель, учёный-экономист. Министр обороны Российской Федерации с 14 мая 2024 года. Постоянный член Совета безопасности Российской Федерации с 11 июня 2024 года. Действительный государственный советник Российской Федерации 1-го класса (2011). Доктор экономических наук (2006). Заслуженный экономист Российской Федерации (2007).
Первый заместитель председателя правительства Российской Федерации (21 января 2020 — 7 мая 2024). Помощник президента Российской Федерации по экономическим вопросам (24 июня 2013 — 21 января 2020). Министр экономического развития Российской Федерации (21 мая 2012 — 24 июня 2013). Исполняющий обязанности председателя Правительства Российской Федерации в связи с диагностированным заболеванием COVID-19 у действующего председателя Михаила Мишустина (30 апреля — 19 мая 2020).
Председатель совета директоров ОАО «РЖД» (2020—2024).
С 2022 года находится под санкциями Евросоюза, США и ряда других государств.

## Биография

### Происхождение и образование
Андрей Белоусов родился 17 марта 1959 года в Москве в семье экономиста Рэма Белоусова и радиохимика Алисы Белоусовой.
- Отец, Рэм Александрович Белоусов (1926—2008) был экономистом, доктором экономических наук, который, по данным СМИ, был создателем советской научной школы в области ценообразования и управления и входил в число участников подготовки «косыгинской» реформы, а позже занимался изучением экономической истории СССР[11][12][13].
- Мать, Алиса Павловна Белоусова (в девичестве Травникова; 1934—2015) была радиохимиком, кандидат химических наук занималась изучением химии редких элементов, окончила и преподавала в МИТХТ им. М. В. Ломоносова[14][15].
- Дед по матери, Павел Иванович Травников (1908—1985), с 1938 года служил в первом отделе ГУГБ НКВД. По словам Белоусова, во время ВОВ состоял в охране Иосифа Сталина[16][17]. Выйдя на пенсию, стал агрономом-любителем, создал ботанический сад с краснокнижными видами растений[15].
- Дед по отцу, Александр Александрович Белоусов (1904—1985), генерал-майор инженерно-авиационной службы (05.11.1944)[18], участник ВОВ, проживал и похоронен в Киеве[16][19].
- Младший брат — Дмитрий Белоусов, родился в 1972 году. Кандидат экономических наук, заведующий лабораторией анализа и прогнозирования макроэкономических процессов Института народнохозяйственного прогнозирования РАН[20].

По окончании Второй физико-математической школы Андрей поступил на экономический факультет МГУ им М. В. Ломоносова, который в 1981 году окончил с отличием по специальности «экономическая кибернетика». Во время обучения начал сотрудничать с группой экономистов под руководством Александра Анчишкина, который в 1977—1981 годах являлся заведующим кафедрой планирования народного хозяйства СССР экономического факультета МГУ.
В армии не служил.
После получения диплома о высшем образовании он продолжил обучение в аспирантуре Центрального экономико-математического института АН СССР (ЦЭМИ). Одновременно там же начал научную трудовую деятельность, сначала в должности стажёра-исследователя, затем младшего научного сотрудника в лаборатории моделирующих человеко-машинных систем ЦЭМИ, которую возглавлял Эмиль Ершов.

### Научная деятельность
Работал в учреждённом в феврале 1986 года на базе нескольких научных подразделений ЦЭМИ Институт экономики и прогнозирования научно-технического прогресса (ИЭПНТП) АН СССР, где последовательно занимал должности младшего научного сотрудника, научного сотрудника и старшего научного сотрудника. Его научные приоритеты были сосредоточены на прогнозировании макроэкономических тенденций, а также инфляции и структурном кризисе в экономике советского типа. В 1988 году в ЦЭМИ защитил диссертацию на соискание учёной степени кандидата экономических наук по теме «Имитационное моделирование механизмов формирования и использования оборотных средств (многоотраслевой подход)». В 1991 году был назначен заведующим лабораторией анализа и прогнозирования макроэкономических процессов ИЭПНТП АН СССР, должность занимал до 2006 года, совмещая её с работой в других организациях, и освободил лишь перейдя на государственную службу. Вошёл в состав образованной в ноябре 1991 года аналитической группы Внешнеполитической ассоциации, известной как «группа Бессмертных» (по фамилии её основателя, экс-министра иностранных дел СССР Александра Бессмертных).
В 2000 году основал и возглавил Центр макроэкономического анализа и краткосрочного прогнозирования (ЦМАКП), на базе которого в 2005 году опубликовал доклад «Долгосрочные тренды российской экономики: сценарии экономического развития России до 2020 года». В докладе прогнозировался экономический кризис 2008 года, кроме того указал на возможный спад экономики в 2011—2012 годах и сбой системы государственного управления в 2015—2017 годах.
В 2004 году Белоусов при поддержке Агентства США по международному развитию (USAID) закончил масштабное научное исследование на тему: «Развитие российской экономики в среднесрочной перспективе: анализ угроз». В 2005 году Белоусов руководил международным научным проектом «Условия реализации конкурентных преимуществ российской экономики (макроструктурный подход)».
В 2006 году защитил диссертацию на соискание учёной степени доктора экономических наук по теме «Противоречия и перспективы развития системы воспроизводства российской экономики» (специальность 08.00.05 — экономика и управление народным хозяйством).

### Государственная служба

#### Экономические структуры

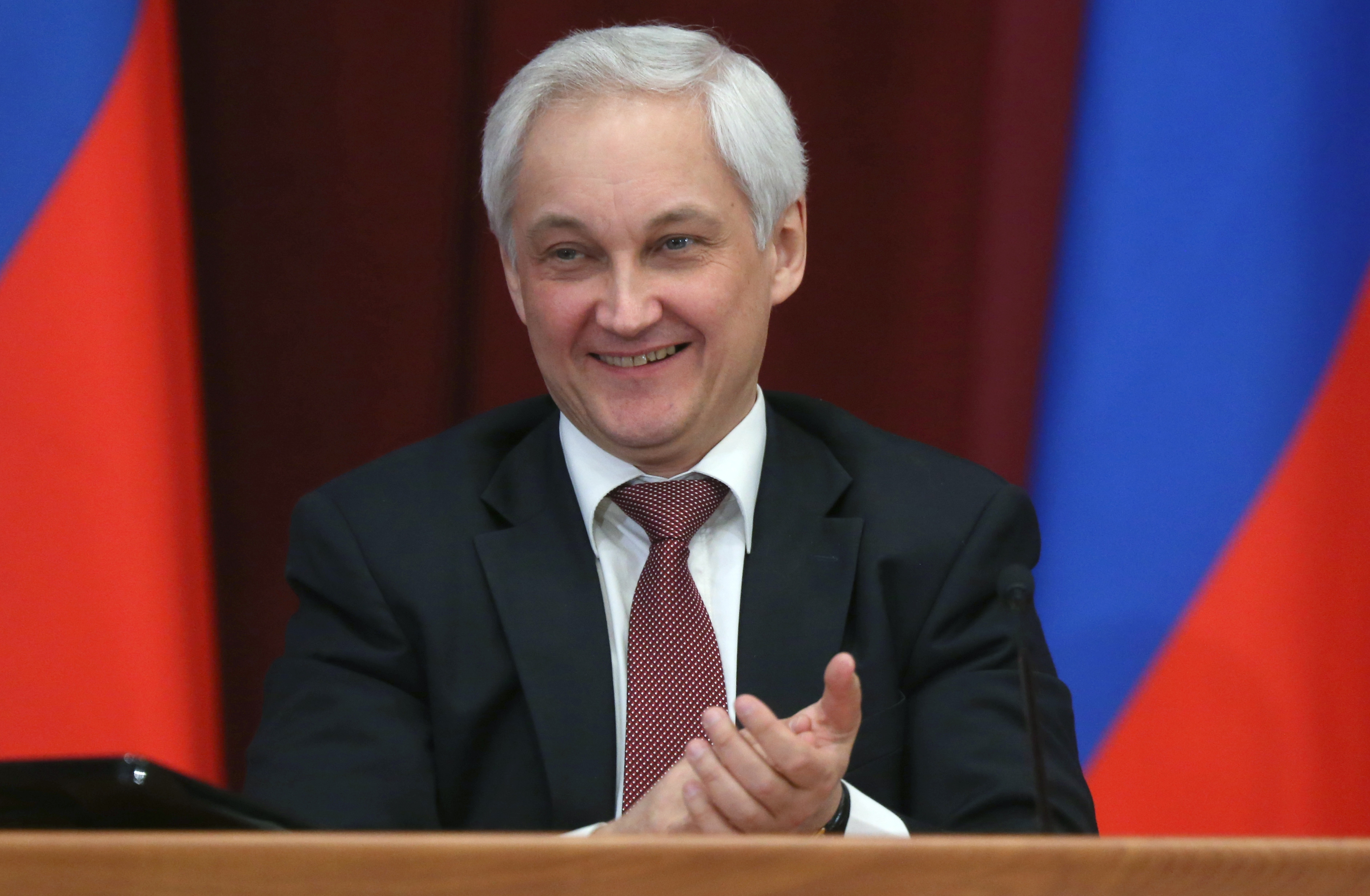
2013 год

В 1999 году вошёл в состав коллегии министерства экономики. Выступал консультантом у ряда глав российского правительства: Евгения Примакова, Сергея Степашина, Михаила Касьянова и Михаила Фрадкова (с Касьяновым и Фрадковым работал в статусе внештатного советника).
8 февраля 2006 года окончательно перешёл на государственную службу, заняв по приглашению Германа Грефа должность заместителя министра экономического развития. На этом посту курировал макроэкономический блок, включая вопросы улучшения инвестиционного климата, реализацию федеральных целевых программ, инвестиционную деятельность Внешэкономбанка. Под его руководством были разработаны Концепция долгосрочного социально-экономического развития (КДР-2020) и законопроект «О торговле» (принят 28 декабря 2009 года).

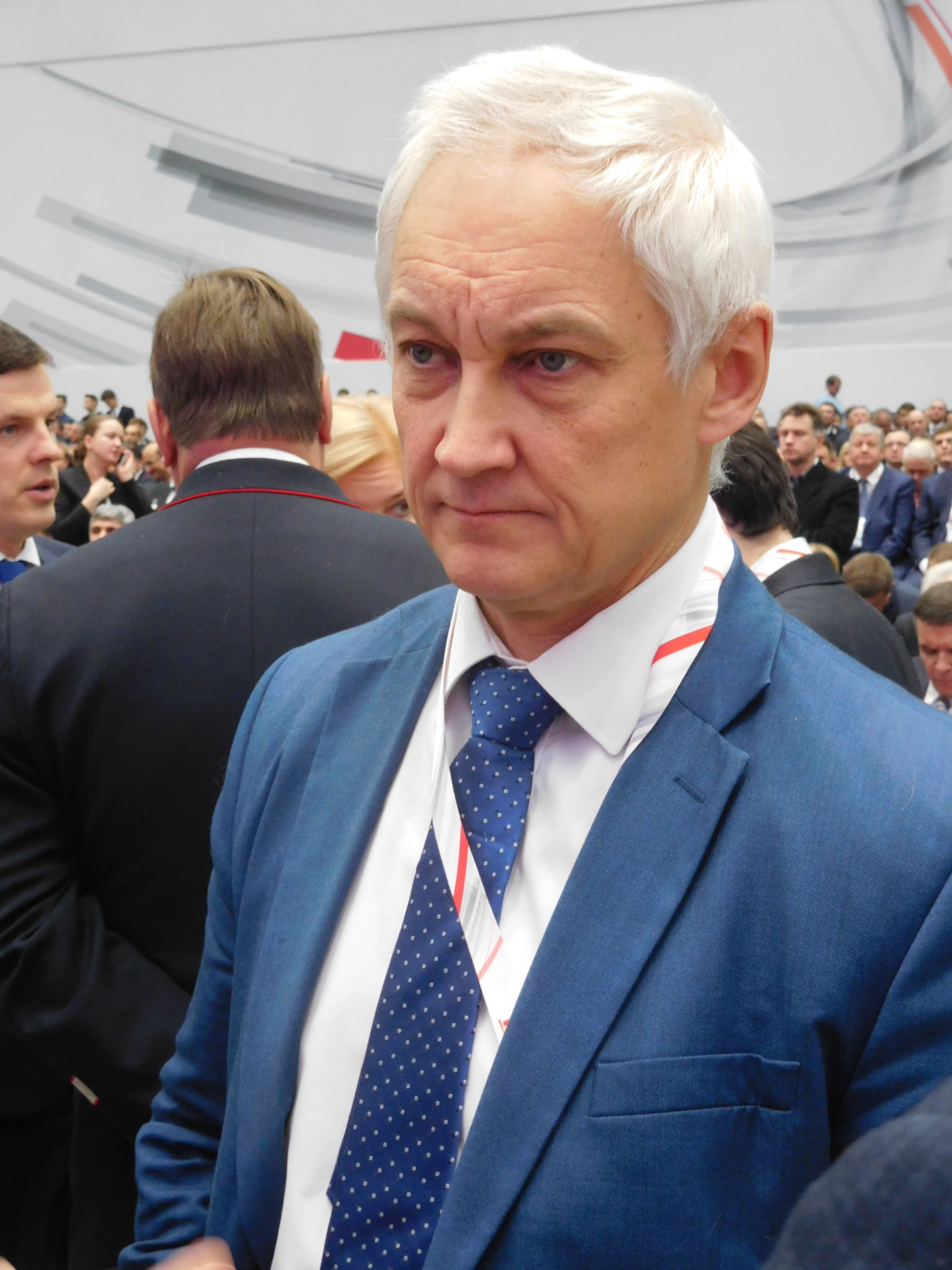
На Съезде железнодорожников 29 ноября 2017 года

17 июня 2008 года председателем правительства России Владимиром Путиным был назначен директором департамента экономики и финансов аппарата правительства России. В 2008—2012 годах Белоусов, наравне с первым заместителем председателя правительства Игорем Шуваловым и министром экономического развития Эльвирой Набиуллиной, отвечал за формирование экономической повестки Правительства. Кроме того, отвечал за вопросы, связанные с формированием бюджета, государственными инвестициями, улучшением инвестиционного климата. При его участии было создано Агентство стратегических инициатив и запущена на его базе так называемая «Национальная предпринимательская инициатива», нацеленная на совершенствование условий осуществления предпринимательской деятельности в России.
21 мая 2012 года назначен на должность министра экономического развития России в первом правительстве Дмитрия Медведева. 24 июня 2013 года назначен на должность помощника президента Российской Федерации по экономическим вопросам. С 17 июня 2015 по 29 сентября 2017 года также являлся председателем Совета директоров ПАО «НК „Роснефть“».
21 января 2020 года назначен первым заместителем председателя правительства Российской Федерации в первом правительстве Михаила Мишустина. На этом посту он курировал вопросы финансово-экономической политики государства. С 30 апреля по 19 мая 2020 года исполнял обязанности председателя правительства Российской Федерации в связи с уходом на больничный заболевшего COVID-19 Михаила Мишустина.
С марта 2020 по май 2024 года — председатель совета директоров ОАО «РЖД».

#### Министр обороны России

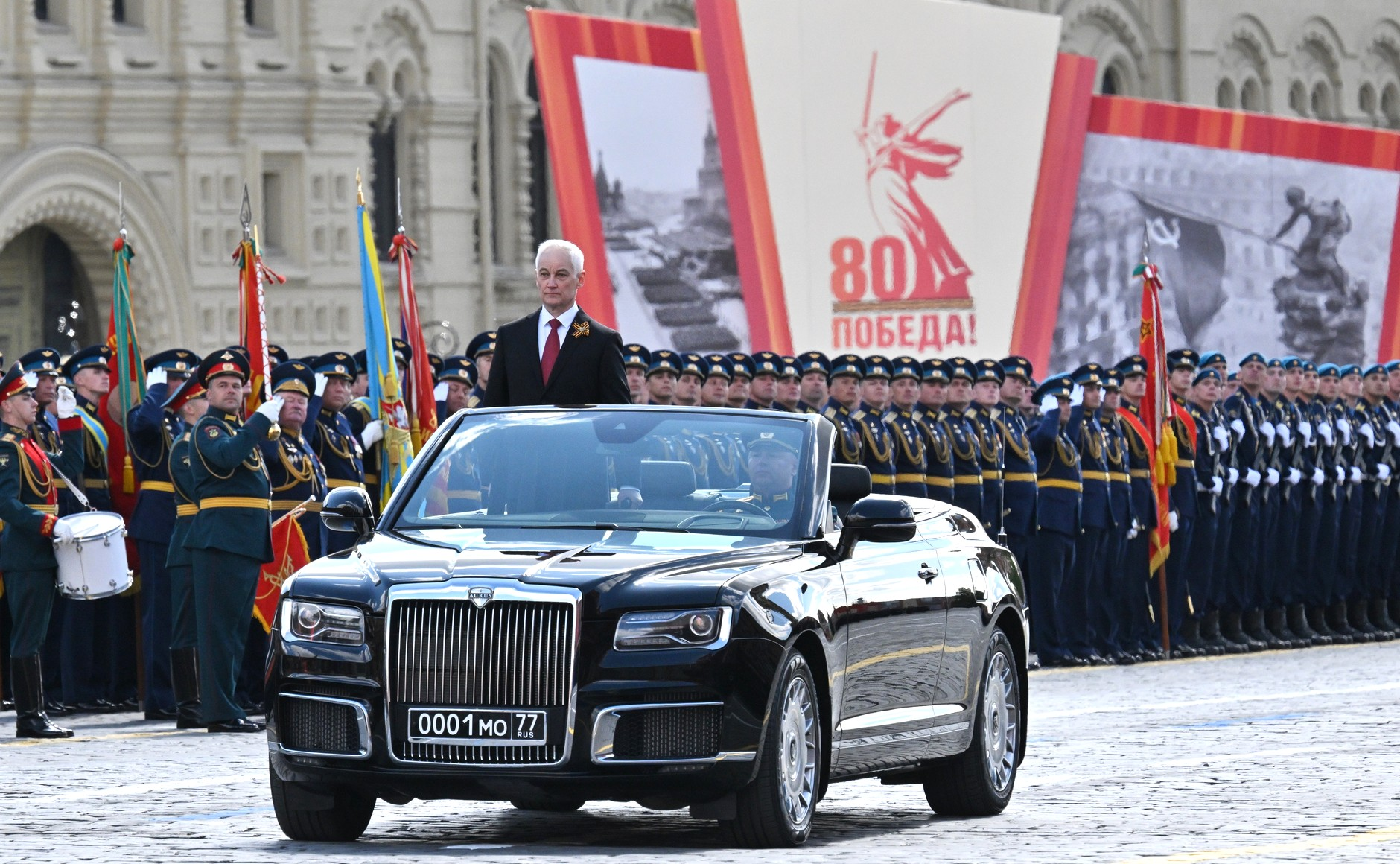
Белоусов на Параде Победы 9 мая 2025 года

12 мая 2024 года президентом Путиным предложен Совету Федерации в качестве кандидата на должность министра обороны России. 14 мая 2024 года Белоусов был согласован на пост министра Советом Федерации и в этот же день назначен на должность министра обороны Российской Федерации указом президента Владимира Путина. По информации Financial Times, это назначение указывало на то, что президент РФ хочет плотнее контролировать рекордные оборонные расходы, достигшие 10,8 триллиона рублей, с помощью серьёзного, честного чиновника-технократа.
С 11 июня 2024 года — постоянный член Совета безопасности Российской Федерации и член Военно-промышленной комиссии Российской Федерации.

## Семья
Дважды женат. Супруга во втором браке — Лариса Владимировна Белоусова (Авдеева), родившаяся в 1961 году, управляет компанией «Славянский дом».
От первого брака — сын Павел (род. 1994), в 2011 году он поступил в МГТУ имени Баумана. Вместе с супругой, с 2015 года, руководит консалтинговой фирмой «Claire&Clarté».
Младший брат Дмитрий  —  ведущий эксперт Центра макроэкономического анализа и краткосрочного прогнозирования (ЦМАКП).

## Классный чин
- Действительный государственный советник Российской Федерации 1-го класса (2011)[56].

## Награды
- Орден За заслуги перед Отечеством 3 степени (дата награждения неизвестна)
- Орден За заслуги перед Отечеством 4 степени (дата награждения неизвестна)
- Орден Александра Невского (дата награждения неизвестна)
- Орден Почёта (14 июня 2009) — за достигнутые трудовые успехи и добросовестную многолетнюю работу[57]
- Медаль «В память 850-летия Москвы» (1997)
- Благодарность Президента Российской Федерации — за заслуги в обеспечении деятельности Государственного совета Российской Федерации (1 сентября 2005)[58]
- Заслуженный экономист Российской Федерации (12 июня 2007) — за заслуги в проведении экономической политики государства и многолетнюю добросовестную работу[59]
- Медаль «100 лет Военно-воздушным силам» (2012)
- Медаль «За вклад в развитие Евразийского экономического союза» (29 мая 2019, Высший Евразийский экономический совет)[60]
- Медаль Столыпина П. А. 1 степени
- Юбилейная медаль «300 лет прокуратуре России»

## Санкции
С 9 июня 2022 года находится под персональными санкциями Украины как чиновник высокого ранга и член ближайшего окружения Путина из-за вторжения России на Украину.
С 21 июля 2022 года под санкциями стран Евросоюза за призыв к «российским олигархам продолжить сотрудничество с подсанкционными российскими банками» и «поддержки аннексии Крыма в 2014 году».
С 15 декабря 2022 года находится в санкционном списке США против финансового сектора России. С 27 января 2023 года под санкциями Японии. С 24 февраля 2023 года включен в санкционный список Канады «близких соратников режима». 19 мая 2023 года попал под санкции Великобритании как председатель совета директоров ОАО РЖД. С 20 июля 2023 года находится под санкциями Австралии за «роль в прямой или косвенной поддержке незаконного вторжения России в Украину».

## Научные публикации
В настоящее время (ноябрь 2019 г.) индекс Хирша по Российскому индексу научного цитирования для научных работ Белоусова составляет 18, в целом по базе Научной электронной библиотеки eLibrary — 19.
- Имитационный подход к моделированию взаимосвязанных процессов формирования и использования оборотных средств. — М.: ГПСИ ИМЭМО, 1986.
- 1995 — статья «Структурный кризис советской индустриальной системы»[74][75] в сборнике «Иное. Хрестоматия нового российского самосознания».
- Экономическая безопасность: Производство — финансы — банки. — М.: Финстатинформ, 1998.
- 1999 — совместный труд Белоусова и Е. А. Абрамовой «Интегрированные матрицы финансовых потоков (методический и инструментальный подходы)» об опыте построения в России аналогов SAM (англ. Social Accounting Matrix).
- 2000—2001 — под руководством Белоусова эксперты ЦМАКП подготовили цикл статей в журнале «Проблемы прогнозирования»[76], содержащие анализ первого этапа посткризисного оживления и долгосрочный прогноз развития российской экономики.
- 2003—2004 — Белоусов руководил подготовкой серии статей по анализу структуры и факторов развития российской экономики («Развитие российской экономики в посткризисный период (макроэкономический аспект)»[77], «Развитие российской экономики в среднесрочной перспективе: анализ угроз»[78] и др.).
- 2005—2007 — руководил авторским коллективом книги «Российское экономическое чудо: сделаем сами. Прогноз развития экономики России до 2020 года»[79]. Две главы из книги были опубликованы как отдельные статьи в журнале «Проблемы прогнозирования»[80][81].
- 2006 — выпущена книга на основе докторской диссертации: «Эволюция системы воспроизводства российской экономики: От кризиса к развитию»[82].